# شش‌پیش‌دندان
شش‌پیش‌دندان (نام علمی: Hexaprotodon) نام یک سرده از خانواده اسب‌آبیان است.